# Middletown Springs
Middletown Springs est un village du comté de Rutland dans le Vermont aux États-Unis.

## Personnalité
- Walter Granger (1872-1941), archéologue, y est né.